# Total enclosure

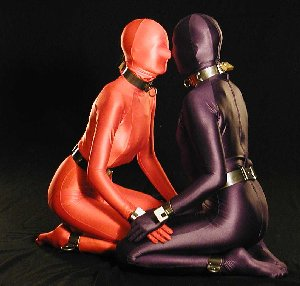
Ein Paar in total enclosure und Metallschellen während eines BDSM-Szenarios

Der Begriff total enclosure (Totaleinschluss) ist dem Bereich sexueller Fetischismus zuzuordnen. Er beschreibt das komplette Umschließen des Körpers mittels eines bestimmten Materials, zum Beispiel Latex (hier auch unter dem Begriff Heavy Rubber), Leder oder Lycra (hier unter dem Begriff Zentai). Total enclosure kann auch eine sensorische Deprivation unterstützen, indem der Tastsinn eingeschränkt wird.

## Ausübung
Eine Total Enclosure kann von einer einzelnen Person zur sexuellen Befriedigung praktiziert werden. Sie kann unterstützt werden durch die Verwendung einer Gasmaske, um das Gefühl des Praktizierenden zu intensivieren, von der Außenwelt abgeschlossen zu sein.
Frühe Darstellungen von Total Enclosure sind in den AtomAge-Magazinen zu finden, welche in den Jahren 1972 bis 1985 vom englischen Kultdesigner John Sutcliffe herausgegeben wurden. Total enclosure wurde ebenfalls in dem von John Sutcliffe gedrehten Film under three layers thematisiert.
Im Bereich des BDSM kann die Total Enclosure sowohl zur generellen Entpersönlichung als auch zur Feminisierung (BDSM) im Rahmen einer „Strafmaßnahme“ in einem BDSM-Szenario verwendet werden. Häufig bildet sie die Basis für weitergehende Aktionen wie Bondage oder Atemkontrolle.

## Risiken
Total Enclosure unterliegt, insbesondere bei Verwendung von wasser- und luftdichtem Material wie Latex, ähnlichen Risiken wie die Verwendung eines Bodybags und muss demzufolge zwingend gemäß dem Grundsatz Safe, Sane, Consensual zwischen den Partnern abgesprochen werden. Im Rahmen einer Self Bondage erhöht sie die ohnehin schon sehr hohen Risiken durch die Möglichkeit eines Hitzschlags.